# Karl Terpinitz

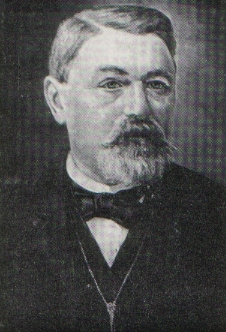
Karl Terpinitz (1824–1895)

Karl Terpinitz (* 10. Oktober 1824 in Perg; † 15. November 1895 in Perg) war ein deutschliberaler oberösterreichischer Landtagsabgeordneter, Bürgermeister von Perg sowie Brauerei- und Wirtschaftsbesitzer.

## Leben und Wirken
Karl Terpinitz ist geboren in Perg am 10. November 1824. Eltern waren der bürgerliche Bräuer Josef Terpinitz (* 19. März 1781 in Perg; † 18. August 1869 in Perg) und Ehefrau Josefa geborene Gabesam (* 11. März 1795 in Perg).
Karl Terpinitz heiratete in Waldhausen am 10. Oktober 1859 Rosina Rotheneder (* 26. Februar 1837 in Waldhausen; † 22. Mai 1891 in Perg). Er übernahm das elterliche Brauhaus in der Herrenstraße (früher Zwifel- bzw. Zwiebelgasse genannt) mit der alten Adresse Perg, Markt Nr. 53. Die Brauerei wurde dort von vor 1707 bis 1911 betrieben.
Terpinitz war von 1861 bis 1868 Bürgermeister des Marktes Perg sowie von 1863 bis 1869 Abgeordneter im Land ob der Enns im Wahlbezirk Grein, wo er als Abgeordneter der Städte und Industrialorte wirkte und im Straßenausschuss tätig war.
Er vertrat als Vizepräsident der oberösterreichischen Landwirtschaftsgesellschaft den Bauernstand, war langjähriges Mitglied im Zentralausschuss des Landesfeuerwehrverbandes und hat die Entwicklung des Feuerlöschdienstes in Oberösterreich in besonderer Weise mitgestaltet.
In Perg wirkte er neben seiner Funktion als Bürgermeister auch in der Marktkommune Perg, in der Sparkasse der Marktkommune Perg (heute Sparkasse Oberösterreich), in der Kinderbewahranstalt (heute Kindergartenverein Perg). Er war Chormeister der Perger Liedertafel. Als Gründer der Freiwilligen Feuerwehr Perg 1873 war er auch deren erster Feuerwehrhauptmann. Von seiner Wehr wurde er später auch zum Ehrenmitglied ernannt. Als Bürgermeister bat Terpinitz im Jahr 1863 den bereits berühmten Anton Brucker in der Perger Kirche die Kollaudierung der neuen Orgel (Erprobung der Orgel und Übergabe an ihre Bestimmung) vorzunehmen. Bruckner entsprach dem auch. Den Bruckner-Brief dazu bewahrt das Perger Heimathaus auf.
In der Folge eines erhofften Eisenbahnbaues durch das Naarntal errichtete er 1870 in der Herrenstraße ein großes Hotel im Ringstraßenstil. Die alte Adresse lautete Markt Nr. 78, die moderne Adresse ist Herrenstraße Nr. 28, Hotel Waldhör. Das gegenüber situiert gewesene historische Terpinitz-Brauhaus (alte Adresse Markt Nr. 53) wich 1979 einem öffentlichen Parkplatz zwischen den Häusern Herrenstraße Nr. 13 und Nr. 17. Die Einbahnstraße zwischen Dr. Schoberstraße und Herrenstraße und entlang des Parkplatzes hieß ursprünglich Terpinitzgasse.
Karl Terpinitz starb in Perg am 15. November 1895 im 72. Lebensjahr. Seine Ehefrau Rosina war vorher am 22. Mai 1891 gestorben, 54 Jahre alt.

## Zitat Linzer Tages-Post 19. November 1895 Seite 5
```
(Karl Terpinitz †.)
 Karl Terpinitz, Brauerei- und Realilätenbesitzer, Vicepräsident der Oberösterreichischen Landwirtschaftsgesellschaft, Mitglied des Centralausschusses des Oberösterreichischen Feuerwehrverbands ec., ist am 15. d. M. in Perg im 72. Lebensjahre einem längeren, tückischen Leiden erlegen. Mit ihm verliert Perg einen seiner ersten Bürger. Das Ansehen, das der Verstorbene genoss, offenbarte sich gestern bei seinem Leichenbegängnisse. Von nah und fern waren zahllose Freunde und Bekannte herbeigeströmt, um ihn auf seinem letzten Gange zu begleiten. Die Oberösterreichische Landwirtschaftsgesellschaft, der Oberösterreichische Feuerwehrverband, 18 Feuerwehren, alle Nachbargemeinden und zahlreiche Vereine hatten Deputierte dazu entsendet. Im Markte selbst war kein Haus, das nicht durch mehrere Leidtragende vertreten war. Die Beamtenkörper, die Gemeinde- und Communevertretung, der Lehrkörper mit der Schuljugend, die Veteranen u. s. w. folgten hinter den nächsten Verwandten dem Leichenwagen. Mitglieder der Marktfeuerwehr, deren Gründer und Ehrenmitglied der Verstorbene war, mit Fackeln und zahllosen Kränzen, schritten dem Leichenwagen zur Seite. Beim Seelenamte executierten die Liedertafel und der Liederkranz den ergreifenden Trauerchor von Fr. Hartmann: „Friede nach des Tages Last und Mühe“, wobei nahezu kein Auge trocken blieb. Karl Terpinitz war Gründer der Perger Feuerwehr, Mitbegründer der Sparcasse, seinerzeit Mitglied des Bezirksschulrathes, sowie in den Siebzigerjahren Bürgermeister und Landtags-Abgeordneter. Bei alldem fand er noch Zeit für die Verwaltung seiner Brauerei und seines großen Oekonomiebesitzes, der nahezu 100 Joch umfasst. (Quelle: 
[
3
]
)
```

## Bildergalerie

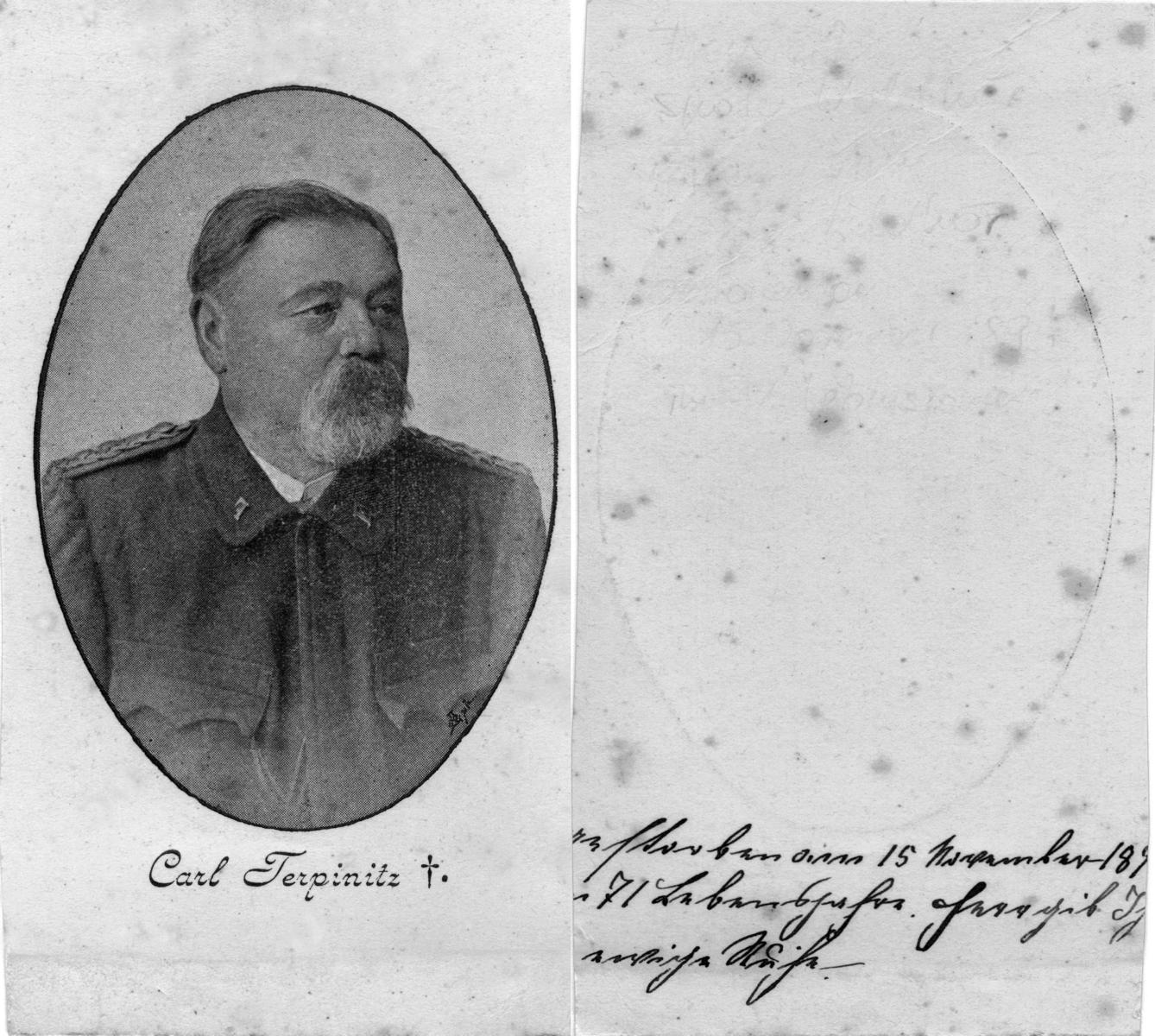
Totenandenken
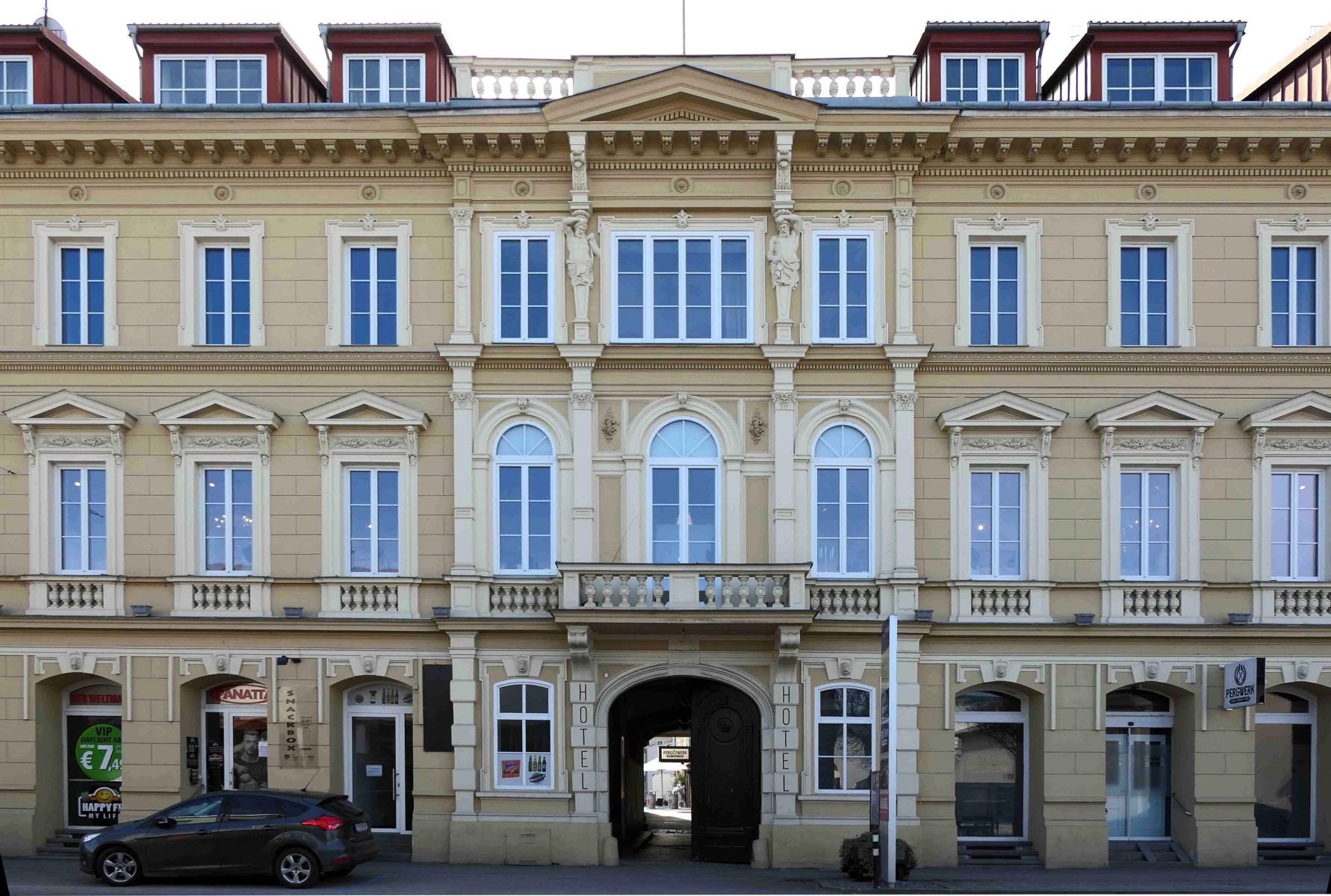
Hotel Terpinitz-Waldhör